# Artikel 140 des Grundgesetzes für die Bundesrepublik Deutschland
Artikel 140 des Grundgesetzes für die Bundesrepublik Deutschland ist die wichtigste staatskirchenrechtliche Bestimmung des deutschen Grundgesetzes und nimmt Bezug auf Bestimmungen der Weimarer Verfassung von 1919. 

## Bezug
Die in Bezug genommenen Bestimmungen der Weimarer Verfassung lauten:

### Artikel 136 (Weimarer Verfassung)
(2) Der Genuß bürgerlicher und staatsbürgerlicher Rechte sowie die Zulassung zu öffentlichen Ämtern sind unabhängig von dem religiösen Bekenntnis.
(3) Niemand ist verpflichtet, seine religiöse Überzeugung zu offenbaren. Die Behörden haben nur soweit das Recht, nach der Zugehörigkeit zu einer Religionsgesellschaft zu fragen, als davon Rechte und Pflichten abhängen oder eine gesetzlich angeordnete statistische Erhebung dies erfordert.

### Artikel 137 (Weimarer Verfassung)
(2) Die Freiheit der Vereinigung zu Religionsgesellschaften wird gewährleistet. Der Zusammenschluss von Religionsgesellschaften innerhalb des Reichsgebiets unterliegt keinen Beschränkungen.
(3) Jede Religionsgesellschaft ordnet und verwaltet ihre Angelegenheiten selbständig innerhalb der Schranken des für alle geltenden Gesetzes. Sie verleiht ihre Ämter ohne Mitwirkung des Staates oder der bürgerlichen Gemeinde.
(4) Religionsgesellschaften erwerben die Rechtsfähigkeit nach den allgemeinen Vorschriften des bürgerlichen Rechtes. 
(5) Die Religionsgesellschaften bleiben Körperschaften des öffentlichen Rechtes, soweit sie solche bisher waren. Anderen Religionsgesellschaften sind auf ihren Antrag gleiche Rechte zu gewähren, wenn sie durch ihre Verfassung und die Zahl ihrer Mitglieder die Gewähr der Dauer bieten. Schließen sich mehrere derartige öffentlich-rechtliche Religionsgesellschaften zu einem Verbande zusammen, so ist auch dieser Verband eine öffentlich-rechtliche Körperschaft.
(6) Die Religionsgesellschaften, welche Körperschaften des öffentlichen Rechtes sind, sind berechtigt, auf Grund der bürgerlichen Steuerlisten nach Maßgabe der landesrechtlichen Bestimmungen Steuern zu erheben.
(7) Den Religionsgesellschaften werden die Vereinigungen gleichgestellt, die sich die gemeinschaftliche Pflege einer Weltanschauung zur Aufgabe machen.

## Erläuterungen
Durch diese Verweisungsnorm werden fünf der sog. Kirchenartikel der Weimarer Verfassung in das geltende Bundesverfassungsrecht inkorporiert. Die Kirchenartikel sind auf diese Weise vollgültiges Verfassungsrecht. Soweit in ihnen Rechte gewährt werden, handelt es sich um Rechte mit Verfassungsrang, aber weder um Grundrechte noch grundrechtsgleiche Rechte, auf deren Verletzung eine Verfassungsbeschwerde gestützt werden kann. Allerdings ist häufig zugleich die Religionsfreiheit betroffen; das Bundesverfassungsgericht prüft dann in diesem Rahmen auch die Verletzung des Art. 140 GG.
Art. 140 GG begründet ein im internationalen Vergleich gemäßigtes religionsverfassungsrechtliches System, das einerseits mit dem Verbot der Staatskirche die institutionelle Trennung von Staat und Kirche durchsetzt und den Staat für weltanschaulich neutral erklärt, sich aber andererseits nicht dem laizistischen Vorbild Frankreichs anschließt, sondern Religionsfreiheit und kirchliches Selbstbestimmungsrecht auch im öffentlichen Bereich gewährleistet (vgl. ausführlich Staatskirchenrecht (Deutschland)). 
Auf den „Weimarer Kirchenkompromiss“, der schon in der Deutschen Nationalversammlung als mittlere Linie mehrheitsfähig war, konnte sich auch der Parlamentarische Rat einigen. Zu Gunsten des neuen Art. 4 GG, der die Religions- und Gewissensfreiheit umfassender regelt, wurde in Art. 140 GG auf den Verweis auf Art. 135 WRV verzichtet; Art. 140 WRV („Den Angehörigen der Wehrmacht ist die nötige freie Zeit zur Erfüllung ihrer religiösen Pflichten zu gewähren“) schien zur damaligen Zeit mangels Existenz einer Armee entbehrlich.
In verschiedenen Landesverfassungen werden die Kirchenartikel ebenfalls in Bezug genommen und damit auch zu Landesverfassungsrecht.